# Johann Friedrich Struensee
 "Struensee" omdirigeres hertil. For andre medlemmer af slægten, se Struensee (slægt).
Johann Friedrich Struensee (født 5. august 1737 i Halle i Kongeriget Preussen, død 28. april 1772 i København) var en preussisk læge og politiker. I 1758 blev han stadslæge i Altona, hvor han ti år senere mødte kong Christian 7. Struensee fulgte den enevældige konge som læge på hans udlandsrejse 1767-68. Christian 7. var så tilfreds med Struensees indsats, at han fulgte kongen tilbage til København, hvor han kort efter hjemkomsten blev udnævnt til kongens livlæge. Struensee udviklede efterhånden et fortroligt forhold til dronning Caroline Mathilde – et forhold der førte til, at han fra 1770 blev dronningens elsker.
Da dronning Caroline Mathilde i 1771 fødte datteren Louise Augusta, var den folkelige forargelse stor. Ingen var i tvivl om, at Struensee var far til prinsessen, der fik det ikke særligt flatterende tilnavn la petite Struensee, selv om Christian 7. officielt vedkendte sig faderskabet. Struensees datter blev blandt andre mor til prinsesse Caroline Amalie, der gennem sit ægteskab med kong Christian 8. endte som dronning af Danmark.
Gennem sin indflydelse på kongen og sit forhold til dronningen skaffede Struensee sig med tiden en ganske anseelig politisk magt. I løbet af et års tid fik han afskediget de gamle konseilsministre, erstattede konseillet med et kabinetsstyre og udnævnte sig selv til greve og gehejmekabinetsminister med magt til på egen hånd at udstede kabinetsordrer. De skulle blot senere forelægges til godkendelse hos kongen. På mindre end halvandet år udsendte Struensee omkring 2.000 kabinetsordrer: offentlige ansættelser skulle udelukkende ske efter kvalifikationer, statens bureaukrati skulle forenkles og godsejernes indflydelse mindskes etc. En lang række af disse kabinetsordrer var ændringer og reformer, der var præget af oplysningstidens tanker: pressefrihed, afskaffelse af tortur inden for retsvæsenet, bedre forhold for fæstebønder, afskaffelse af mange privilegier osv.
Tiden var tilsyneladende endnu ikke moden til så omfattende forandringer, så Struensees reformiver og hans intime forhold til dronningen skaffede ham hurtigt mange fjender i især adelige og militære kredse. Ved et paladskup på Christiansborg Slot den 17. januar 1772, natten efter et maskebal i hofteatret, blev Struensee og vennen Enevold Brandt arresteret. I spidsen for kuppet stod enkedronning Juliane Marie, Frederik 5.s anden hustru, og hendes søn, arveprins Frederik. De havde fået en skrækslagen Christian 7. til at underskrive arrestordren. Struensee og Brandt blev sat i fængsel i Kastellet og dronning Caroline Mathilde på Kronborg Slot. Der blev nedsat en ekstraordinær domstol over dem. Hovedanklagen mod Struensee var magtmisbrug og hans forhold til dronningen. Brandt blev anklaget for bl.a. ved flere lejligheder at have pryglet kongen. Begge blev kendt skyldige i majestætsfornærmelse, og Christian 7. underskrev dødsdommen.
Tusinder af københavnere strømmede til Øster Fælled den 28. april 1772 for at overvære dommens eksekvering. Ved Struensee og Brandts henrettelse huggede bødlen først deres højre hånd af, og holdt kort tid efter de afhuggede hoveder op for folkemængden. Kroppene blev herefter parteret og lagt på hjul og stejle, mens hoved og hånd blev sat på en stage. Man ville også gerne have henrettet Caroline Mathilde, men da hendes broder, den engelske konge Georg 3., raslede med sablen, blev hun i stedet afhentet af en engelsk fregat og deporteret til slottet i Celle i kurfyrstendømmet Hannover uden sine børn. Hun så hverken tronarvingen Frederik eller Louise Augusta siden. Caroline Mathilde døde under en epidemi af skarlagensfeber i 1775 kun 23 år gammel og blev bisat i St. Marienkirche i Celle. Kongen kommenterede nyheden om dødsfaldet på denne måde: Det var synd – hun havde gode lægge.

## Opvækst og ungdom
Johann Friedrich Struensee var søn af præst i Halle og professor i teologi på Halles universitet, den senere biskop i hertugdømmerne Adam Struensee, og Marie Dorothea Struensee. Faderen var af pietistisk overbevisning af den franckeske retning, der både lagde vægt på samfundsnyttige aspekter og verdslige kundskaber. Struensee blev indskrevet som medicinstuderende på universitetet i Halle i 1752. Der havde været flere ansete læger i Struensees familie, blandt andet kong Christian 6.'s livlæge Johan Samuel Carl, der efter sin afsked i 1742 boede hos Adam Struensee.
Efter Struensees egne udtalelser var nogle af hans forbilleder kendte videnskabsmænd som den schweiziske læge Albrecht von Haller og den franske filosof Claude Adrien Helvétius, hvis mest kendte værk De l'esprit (1758) den franske regering havde dømt til offentlig afbrænding. Struensees bogsamling rummede bøger af Voltaire, Jean-Jacques Rousseau og Ludvig Holberg (Moralske Tanker i en tysk oversættelse). Struensee var både påvirket af Oplysningstidens tanker og den pietistiske strømning.
I 1757 tog Struensee doktorgraden i medicin med en afhandling Om skaden ved forkerte legemsbevægelser, et emne som var blevet pålagt ham at skrive om af hans professor, den berømte Johan Andreas Wilhelm Büchner. Den omtalte forebyggelse af skader og pegede frem mod de opdragelsestanker, som han udsatte kronprins Frederik for. Afhandlingen var bemærkelsesværdig på grund af dens fuldkomne mangel på kildehenvisninger og selvstændige eksperimenter. Forarbejderne til den viser at emnet sandsynligvis ikke har interesseret den unge Struensee synderligt.
Faderen blev i 1757 præst i Altona i det det danske rige. Struensee fulgte med familien til Altona, og allerede 1758 blev han ansat som stadsfysikus (læge) i byen. Lønnen på 70 rigsdaler om året var alt for lav til at nogen kunne leve som en anstændig borger, og han begyndte i 1763 sammen med studiekammeraten fra Halle, David Panning, at udsende tidsskriftet Zum Nutzen und Vergnügen ("Til nytte og fornøjelse"). Det indeholdt både folkeoplysning og underholdning. Men en artikel – der i et satirisk teologisk sprog gjorde grin med læger som solgte kvaksalvermedicin for egen vindings skyld – blev anset for at være fordærveligt for ungdommen og forhånende overfor religionen. Tidsskriftet blev forbudt, og bogtrykkeren fik en bøde. Artiklen var sandsynligvis ikke skrevet af Struensee selv, men som redaktør var han ansvarlig for indholdet i bladet. Året efter udgav Struensee endnu et tidsskrift, Til Fremme af Videnskaberne, Kunsterne, Smagen og Sæderne, som ikke indeholdt satirisk stof. Det blev tilladt.
Embedet som læge skaffede ham kontakt med områdets adelige, blandt andre grev Schack Carl Rantzau, som fik Struensee udnævnt til rejselæge for den forestående kongelige udlandsrejse.

## Christian 7.
Den præcise diagnose på kongens sindstilstand er vanskelig at stille, men det er sandsynligt at kongen var umoden ved tronbestigelsen og muligvis led af skizofreni. Efter sin kroning udtalte han, at han "ville rase et år", og sammen med Anna Cathrine Benthagen (Støvlet-Cathrine) foretog han hærgende togter igennem Københavns natteliv for at afreagere for den behandling af ydmygelse og vold, han havde været udsat for. Mens hans tilstand i hans unge år i lange perioder udmøntede sig som ekstrem fysisk aktivitet, begyndte den efterhånden at antage en mere og mere letargisk (inaktiv) karakter, kun afbrudt af enkelte kortvarige perioder med aktivitet.
Foruden disse symptomer var kongen meget letpåvirkelig. Det betød, at den person, der kunne opnå langvarig personlig adgang til kongens gemakker, let kunne påvirke alle kongens beslutninger. Der eksisterede i forvejen et udpræget kabinetsstyre, fordi Frederik 5. i det meste af sin regeringsperiode havde udvist meget begrænset interesse for regeringshandlingerne. Alt, der behøvedes for at få opfyldt sine ønsker, var monarkens underskrift på en kongelig kabinetsordre. J.H.E. Bernstorff havde magten som præsident for tyske Kancelli og som udenrigsminister (med en magt som hos nutidens statsminister og udenrigsminister). Bernstorff tolererede kongens yndlingsdrikkekammerat grev Holck, der kunne stille kongens lyster med hensyn til udskejelser.

## Christian 7.s udlandsrejse
Den 6. maj 1768 tog Christian 7. på en udlandsrejse. Struensee kom med som rejselæge med en årlig løn på 500 rigsdaler. Den fungerende livlæge, Hans Piper, var 65 år gammel og tog ikke med på den store udlandsrejse. Med på turen var også Bernstorff, som var fast besluttet på personligt at holde opsyn med kongen. Allerede da havde Christian 7.s problemer vist sig, og det var for Bernstorff magtpåliggende at vise et godt billede udadtil på denne rejse til nogle af Europas førende kongehuse.
Rejsen gik ned gennem Tyskland, nordpå til Nederlandene, til England, sydpå igennem Frankrig, og til slut nordpå igennem Tyskland mod Danmark. I Cambridge i England blev Struensee udnævnt til medicinsk æresdoktor, og i Paris mødte han ved et kongeligt arrangement de førende franske oplysningsfilosoffer som Jean le Rond d'Alembert, Claude Adrien Helvétius, Denis Diderot og Paul Henri Thiry d'Holbach.
Kongens problemer begyndte at ændre sig fra det udadvendt aktive til en indadvendt tungsindighed. Det glædede Bernstorff, at kongen ikke lavede så mange af de frygtede "optrin". Til gengæld blev Struensee nærmere tilknyttet kongen under rejsen. Kongen fattede tillid til Struensee på rejsen, og de diskuterede blandt andet Voltaire og andre moderne tænkere. 6. januar 1769 ankom kongen atter til Danmark, og med sig havde han Struensee, som var blevet udnævnt til livlæge, med en løn på 1000 rigsdaler årligt.

## Vejen til politikken
Struensee blev knyttet tættere til kongen, og ved hjemkomsten begyndte han at gennemskue forholdene ved hoffet. På grund af kongens tilstand og mange udskejelser med ikke mindst druk og elskerinder var dronning Caroline Mathildes position ved hoffet ikke særlig behagelig. Struensee var tilsyneladende den eneste, der kunne se det, og han overtalte kongen til at behandle dronningen med mere respekt. På denne måde vandt han også dronningens gunst, og hans stilling ved hoffet forbedredes endnu mere.
Kongens favorit og drukven var stadig grev Frederik Vilhelm Conrad Holck. Struensee indså, at han for at vinde kongens fulde fortrolighed måtte af med grev Holck. I maj 1769 blev Struensee udnævnt til etatsråd og rykkede op i rangfølgen. Det var vist derefter, at Struensee indledte en kærlighedsaffære med dronningen. Den ledte ifølge historikeren Svend Cedergreen Bech til, at hun blev gravid, men det er svært med fuldstændig sikkerhed at bestemme faderskabet til prinsesse Louise Augusta. Juridisk set var hun kongens datter, men omgivelserne og Struensee selv opfattede hende som hans datter, og resten af sit liv definerede hun sig selv ud fra hans faderskab.
I begyndelsen af 1770 udnævntes Struensee til kabinetssekretær for dronning Caroline Mathilde og til forelæser for kong Christian 7. Der er ikke noget, der taler for, at han havde søgt at skabe indflydelse ved hoffet for at opnå en politisk stilling, men fra da af begyndte sandsynligvis tanken om at opnå en magtfuld position at opstå hos ham.
I sommeren 1770 rejste hoffet til Holsten, og det lykkedes her for Struensee at få udmanøvreret grev Holck ved at reintroducere Enevold Brandt for hoffet. Brandt havde været assessor ved hoffet, men da han i 1768 havde skrevet et brev til kongen, om den dårlige indflydelse grev Holck havde på ham, blev han samme år afskediget i unåde. Imidlertid var han blevet ven med Struensee, der i ham så en afløser som kongens favorit. Med dronningens indflydelse fik de afskediget Holck og indsat Brandt. Struensee efterlignede Bernstorffs brug af en "fornøjelsesminister", som kunne opfylde kongens behov for udskejelser og aflede hans opmærksomhed fra regeringssagerne og de personintriger, som udspilledes i hoffet.
Men det var også nødvendigt for Struensee at skille sig af med Bernstorff. Han var som udenrigsminister, det vil sige præsident for det tyske kancelli, den mest magtfulde i den danske regering. Det var Bernstorff som formulerede størstedelen af den danske politik.
Det lykkedes 15. september 1770 Struensee at finde en anledning til at fjerne Bernstorff. Anledningen var at ministeren havde sendt to orlogsskibe på straffeaktion mod de algierske pirater, som havde opbragt talrige danske og andre europæiske handelsskibe i Middelhavet. Togtet endte som en katastrofe.
I december fik Struensee kongen til at opløse gehejmekonseillet og indføre et kabinetsstyre med ham selv i rollen som kongens eneste minister.

## Magtens tinde
Det første problem for Struensee var, hvordan han skulle indordne sin egen noget uformelle magt i den eksisterende administration. Og først og fremmest Gehejmekonseilet. Det bestod mest af aristokratiske tyskere. Trods dets oprindelige opgave som en rådgivende forsamling havde det, mens kongen var inkapabel, fået den egentlige magt. Struensee prøvede at kontrollere Gehejmekonseillet ved at indsætte personer, som han mente selv at kunne styre som grev Rantzau, som havde været behjælpelig på vejen til magten.
Men han indså snart, at selve institutionen var uforenelig med den forenkling af kongemagten, som han prøvede at opnå. Han opløste Gehejmekonseillet 10. december 1770 og udnævnte den 18. december sig selv til maître des requêtes ("chef for ansøgningerne"). Inden nytår havde han helt ophævet institutionen. Han oprettede i stedet en "konference": lederne af de forskellige dele af statsadministrationen (fx Peter Elias von Gähler tidligere medlem af gehejmekonseillet). Men selv om denne konference forblev et blot rådgivende råd, ophævede han også det. Muligvis fordi det lignede det gamle, og Struensee ønskede at distancere sig fra det forrige adelsvælde.

### Reformer i administrationen
Som maître de requêtes var det Struensees hverv at overlevere ansøgninger til kongen. Og Struensee behøvede blot at beordre kongen til at underskrive papiret, så adlød han. Struensee havde uindskrænket magt til ansættelser ved hoffet (herunder regeringen). Det betød, at der skete adskillige udskiftninger: fortrinsvis uduelige adelige erstattet af borgerlige ansat efter fortjeneste. Det betød også, at han kunne udnævne sig selv til hvilken som helst stilling i regeringen.
Han ansatte 22. december 1770 den danske diplomat i Napoli (førhen i Sankt Petersborg) Adolph Sigfried von der Osten som udenrigsminister og adskilte samtidig embedet fra tilknytningen til præsidentskabet i tyske Kancelli. Men Struensee sørgede alligevel for, at udenrigspolitiske sager gik gennem ham, før de forelagdes for kongen. Det og grundlæggende uenighed i udenrigspolitikken vakte von der Ostens modvilje overfor Struensee.
I foråret 1771 ansatte Struensee sin bror, Carl August Struensee, som leder af finanskollegiet. Hans opgave var at centralisere finansadministrationen og adskille kongens kasse fra statens. Der skulle være streng kontrol med finanserne, og Carl August viste sig som en dygtig økonom og administrator.
I sommeren 1771 udnævnte Struensee sig selv til geheimekabinetsminister og kunne nu udstede kabinetsordrer på egen hånd. Kongens situation forværredes, og Struensees magt var nu reelt ubegrænset. Sammen med dronningen opholdt han sig skiftevis i København og på slottet Hirscholm (det senere Hørsholm), hvor også opdragelsen af kronprins Frederik skete.
Endelig udnævnte han sig selv og vennen Enevold Brandt til lensgrever og desuden tildelte han dem begge ekstra 100.000 rigsdaler foruden 30.000 ekstra til sig selv.
Den 7. juli 1771 nedkom Caroline Mathilde med en datter, prinsesse Louise Augusta. Pigen lystes dog i "kuld og køn", det vil sige, at kongen anerkendte faderskabet. Den almindelige mening er dog, at Struensee var faderen.

### Diktatoren
Jo dybere Struensee kom ind i reformarbejdet, desto flere problemer så han. Overalt var der misforhold og gamle privilegier, som var i modsætning til hans eget regelrette syn på oplysningstankerne. Det betød, at han greb ind i forhold i alle samfundslag og først og fremmest i de offentligt ansattes.
Struensee udviste en forbavsende indsigt i statsadministrationsmekanik, men manglede sans for realiteterne i sine ideer. Da mange af indgrebene kom til at genere mange, bredtes uvilje mod ham. At stemningen også kom til at omfatte de reformer, som ikke kan have gjort nogen ondt, kan ikke undre. På Fødselsstiftelsen i København, en gammel institution, beordrede han anbringelsen af en luge med en kasse. Her blev ugifte mødre opfordret til at lægge deres nyfødte barn, i stedet for at ombringe det.
Kassen vakte forargelse i det københavnske borgerskab, der mente, at den opfordrede til utugt. Historikeren Jacob Langebek, som under hele Struensee-perioden udgav lange anonyme smædedigte mod Struensee, skrev med indignation:
| Citat | en kasse, som til udyd lægger vægt, / forsvager mennesket og mindsker dennes slægt | Citat |
|       |                                                                                    |       |

Det til trods for at Kong Frederik 4. ved grundlæggelsen af Vajsenhuset i København i 1720 havde beordret en lignende anordning.

## Struensees virke ved magten
Struensee gennemførte hurtigt en række reformer: Offentlige ansættelser skulle udelukkende ske efter kvalifikationer (4. september 1770), statens bureaukrati skulle forenkles (31. januar 1771), godsejernes indflydelse mindskedes (19. november 1770), skole- og fattigvæsenet skulle forbedres (22. marts 1771 & 9. maj 1771), dødsdommen for tyveri (8. marts 1771) afskaffes, anvendelsen af tortur forbydes i forbindelse med at få mistænkte til at tilstå (16. november 1770).
Bøder for forhold og graviditet uden for ægteskabet "lejermål" samt den juridiske distinktion mellem "ægteskabeligt avlede" og udenomsægteskabelige børn (13. maj 1771) afskaffes. Det skete snarere med et merkantilistisk mål for øje end af egentlig moralske eller filosofiske grunde. Begrundelsen i forordningen lød, at man med tidligere tiders bøde- eller fængselsstraffe havde medvirket til at gøre det sværere for forældrene at forsørge de illegitime børn. Med en fritagelse for straf ville forældrene kunne forsørge og opdrage barnet og endvidere ved at fjerne skelnen mellem "ægtefødte" og "uægtefødte" børn, havde man fjernet den juridiske forhindring, der førhen betød, at uægte fx ikke måtte optages i et håndværkerlaug. Formålet var at sikre børnene en uddannelse og beskæftigelse, så de kunne blive et gode for staten i stedet for en byrde.
For at forbedre indtægten i statskassen indførte han en række besparelser. F.eks. indstillede han byggeriet af den kostbare Frederikskirke (23. oktober 1770), indførte rationaliseringer i toldvæsenet (23. juli 1771) og oprettede et tallotteri, hvis overskud indgik i statskassen (24. december 1770). Et stort antal offentligt ansatte blev afskediget for at spare. De blev Struensees modstandere.
Struensee var tilhænger af en liberalistisk tankegang til forskel for den herskende merkantilistiske. Han fjernede monopoler og ophævede importforbud. Det havde været politiets opgave at lede efter smuglervarer, men med de nye forordninger blev det overflødigt. Tilladelse til husransagelser blev derfor frataget dem (27. juli 1771).
Det er blevet hævdet, at Struensee afskaffede en række hævdvundne helligdage ved Helligdagsreformen af 1770, men den beslutning var blevet taget før hans overtagelse af magten. Det var en sag, som var blevet godkendt af kirken, og som blot havde ligget og ventet på godkendelse. Da det var Struensee, der godkendte afskaffelsen, fik han hele skylden.
Han planlagde også store reformer på Københavns Universitet. Den norske biskop Johan Ernst Gunnerus blev kaldt til København for at udarbejde planerne. Gunnerus fremlagde sine resultater den 16. december 1771, men Struensee var ikke helt tilfreds og gik i gang med at revidere forslagene. Han nåede dog aldrig til udførelsen af universitetsreformen, før han blev væltet fra magten. Det er tydeligt, at Struensee var utilfreds med det teologiske fakultets overherredømme i konsistoriet, og at planerne ville have ændret dette forhold. Da den jødiske læge Simon Salomon Polac i 1771 ansøgte om at måtte disputere om den medicinske doktorgrad ved universitetet, blev det afslået på grund af hans religion. Den 2. maj 1771 skrev Struensee til universitetet og fremhævede, at der fremover ikke skulle tages hensyn til religionen ved ansøgninger om doktorgraden. Religionen og fagligheden skulle være to adskilte størrelser. Dette skridt forstærkede utvivlsomt gejstlighedens udbredte utilfredshed. Blandt andre blev præsterne Jørgen Hee og Balthasar Münter samme år idømt bøder for i prædikerne ikke blot at have kritiseret Struensees styre, men i realiteten at have opfordret til oprør imod det.
Forordningerne kom i en lind strøm. En af dem var afsættelse af Københavns magistrat med den begrundelse, at byen styredes for dårligt. Struensee fremsatte næsten 2.000 forordninger. De mange reformer mødte modstand og skaffede Struensee mange fjender. Under Struensees styre blev i 1771 gennemført en forordning om, at alle huse i de større danske byer skulle forsynes med påmalede gadenumre.
Der eksisterede i København et væld af forskellige retsinstanser, idet forskellige stænder og erhverv igennem privilegier og tradition havde deres egne værneting, f.eks. Borgretten, Hofretten, diverse militære retter, Frederiks Hospitals ret, universitetets ret og mange flere. Struensee samlede ved en forordning af 15. juni 1771 alle disse domstole til en domstol, Hof- og Stadsretten, således at de fleste københavnere nu havde den samme domstol som førsteinstans. Centraliseringen betød også, at en del ved domstolene tilknyttede embedsmænd, f.eks. skrivere og sekretærer, måtte afskediges. En fordel for statskassen, men det skabte yderligere utilfredshed i en under enevælden magtfuld klasse.

### Trykkefrihed
Den 4. september 1770 allerede inden Bernstorffs afskedigelse kom den første af Struensees mange kabinetsordrer. Det var ophævelsen af al censur og indførelsen af fuld trykkefrihed. Den viste, at Struensee fulgte oplysningstidens tanker til mindste detalje. Danmark-Norge blev således den første stat i verden til at erklære uindskrænket trykkefrihed vedrørende politik, religion og alle andre emner, idet selv lande med en for tiden relativt fri lovgivning på området såsom England, Holland og Sverige, havde forbehold i lovgivningen overfor f.eks. anonymitet, æreskrænkelser og religiøs kritik. Følgerne af trykkefriheden blev snart åbenlyse for Struensee; smædeskrifter udkom i stort tal – især mod Struensee og særligt om hans forhold til dronningen.
Det, som skulle have skabt velvilje for Struensee i den dannede københavnske offentlighed, fik i stedet folkestemningen til at vende sig imod ham. Allerede 7. oktober 1771 udgav Struensee et reskript som indskrænkede den absolutte skrivefrihed. Nu skulle enten forfatterens eller bogtrykkerens navn stå på skriftets titelblad, men det dæmmede ikke op for strømmen af kritiske skrifter.

### Forholdet til stavnsbåndet
Struensee havde overvejet at ændre forholdene for bønderne særligt med henblik på at afskaffe stavnsbåndet. Han havde sendt spørgsmålet ud til en Generallandvæsenskommission under ledelse af Georg Christian Oeder, som 1. august 1771 fremlagde sine overvejelser. De var overvejende negative og kommissionen kunne ikke tilslutte sig en afskaffelse. Den mente ikke, at bonden ville være i stand til at tage ansvar for sig selv efter så lang tids trældom, som den formulerer det: "En fugl, som fra begyndelsen har været spærret inde i et bur, bliver forvirret og forvilder sig, når døren pludselig åbner sig for den, og det ville ligeledes være til største skade for staten at forholde sig på den måde til bønderne."
I stedet foreslog den en gradvis afskaffelse, som ville forløbe over flere generationer, så de fangne fugle kunne vænne sig til at leve uden for buret. Struensee nåede aldrig til en afgørelse i denne sag. Han har sandsynligvis ønsket en hurtigere afskaffelse, men han fik aldrig udarbejdet en endelig plan. Men i april 1771 kom en hoveriforordning, der fastsatte, hvor meget hoveri godsejerne måtte kræve af deres bønder.

### Opdragelsen af kronprins Frederik
Opdragelsen af kronprinsen skete efter en særpræget og meget bogstavelig tolkning af Rousseaus pædagogiske værk Émile. Dertil kom teorierne fra hans lægestudium. Kronprinsen skulle ikke have en lærer, der indprentede ham lærdomme; han skulle i stedet lære at klare sig selv. Det skete ved, at han kun fik to jævnaldrende bondedrenge og en hund som selskab. Han boede afsondret fra voksne, og da han havde udvist en frygt for trapper, serveredes maden for ham på toppen af en lille trappe midt i rummet. I starten havde han kunnet løbe frit rundt i Hirschholms haver, men en dag var han faldet i havens dam. Derefter byggedes en indhegning, som han skulle opholde sig i, når han var ude.
Den 2. maj 1770 inokulerede Struensee den unge prins mod kopper, og selv om prinsen på daværende tidspunkt kun var 2 år, og derfor yngre end normalt anbefalet af datidens læger for inokulation, virkede den efter hensigten.
Struensee var tilhænger af mange kolde bade, og selv om vinteren skulle kronprinsen udsættes for dem. Han gik uden sko og strømper og fik frostknuder i benene om vinteren (herefter fik han tildelt uldne strømper). Følgen af denne opdragelse var, at kronprinsen selv i fireårsalderen havde svært ved at tale, og rygterne gik, at Struensee prøvede at tage livet af ham for at kunne indsætte sin egen linje i form af prinsessen som arveberettiget.

## Mytteri og oprørsplaner

### Matrostoget
Alvorligere var tumulterne i forbindelse med matrostoget. Den 10. september indfandt en stor flok ubevæbnede matroser sig ved Hirschholm. De havde haft problemer med udbetalingen af deres løn, og af den grund valgte de at troppe op hos kongen for at bede om hans hjælp. Den bratte opdukken af en så stor folkemængde skræmte Struensee og dronning Caroline Mathilde fra vid og sans. Dronningen havde beordret kammerpigerne til at pakke og tænkte åbenbart på en flugt til Sverige. Men matroserne fik forklaret deres ærinde til vagten, og derefter gik de fredeligt hjem. Et par dage efter fik matroserne besked på, at kongen ville skænke dem et festmåltid, der bl.a. bestod af en helstegt okse. Begivenheden kaldtes i samtiden for "forsoningsoksen", og der blev også lavet satire over situationen i samtidens skrifter.

### Juleaftensfejden
En lignende opstand fandt sted i julen 1771 i forbindelse med opløsningen af fodgarden. Struensee havde som et led i storstilede militære reformer opløst hestgarden, og nu kom turen til fodfolket. Fodgarden bestod til forskel fra næsten alle de andre korps udelukkende af nationalt hvervede tropper, først og fremmest nordmænd. Men opløsningen af denne "nationale" garde var et slag for meget. Mange danskere nærede nemlig uvenskab mod tyskere som Struensee, der bogstaveligt talt havde overtaget styrelsen af riget.
Struensee havde blot anset ordren om gardens opløsning som endnu et led i de storstilede planer, som væsentligt fulgte feltmarskal Jean Claude Louis de Saint-Germains tidligere udkastede og to gange før forsøgte reformplaner. Saint-Germain, som var en tilhænger af oplyst enevælde efter Frederik den Store af Preussens mønster, anså de to garder, hestgarden og fodgarden, for at være uden militær betydning og kun et prydstykke for kongehuset.
Garden samledes i protest og begav sig mod Frederiksberg Slot, hvor Struensee og hoffet opholdt sig. Ikke med oprørske hensigter, men for at appellere til kongen selv om at standse opløsningen af korpset. Struensee mødte demonstranterne med forhandling, og det lykkedes ham at dæmpe gemytterne. Men da resultatet blev gardens opløsning og indrullering af dens officerer i andre korps, skabte Struensee inden for hæren en vægtig gruppe modstandere, som brugte alle kræfter på at vende andre officerer mod Struensee.

### Kupplanlægning
Struensee havde længe haft to andre fremtrædende modstandere; nemlig enkedronning Juliane Marie og hendes søn arveprins Frederik. Deres grunde var vægtige; bitterheden ved at se kongehusets autoritet i hænderne på en borgerlig født. Og at arveprinsen retmæssigt burde have den egentlige magt i riget.
Professor i teologi Ove Høegh-Guldberg, der fra 1764 havde været arveprinsens lærer og blev udnævnt til kabinetssekretær hos ham, var en politisk begavelse. Han hjalp enkedronningen i bestræbelserne for et kup.
Oprørsplanerne mod Struensee havde gæret længe, men de mange officerer, som pludselig var blevet erklærede fjender af Struensee, gav nu kupmagerne muligheden for at sætte magt bag deres planer.
Det blev de øverstbefalende for slottets vagtkorps, generalmajor Hans Henrik von Eickstedt og oberst Georg Ludwig von Köller-Banner, som kom til at stå for den egentlige magtanvendelse.

### Utilfredsheden i befolkningen
Ud over de mange fjender, som Struensee havde fået ved afskedigelser og omorganiseringer, var der en generelt udbredt utilfredshed med ham i store dele af befolkningen. Hvor slemt det stod til med kongens sind, var sandsynligvis ikke kendt uden for hoffet. Så det var en åbenlys frækhed, at en simpel borger – og det endda en læge uden nogen form for politisk baggrund – kunne opnå så store beføjelser, som Struensee besad.
Endnu værre var hans forhold til dronningen. Det ses af tidens litteratur, at hans intime forhold til Caroline Mathilde var almindelig kendt, og det forstærkede i høj grad den gældende opfattelse af, at Struensee måtte holde kongen som gidsel. Det var den opfattelse, som kupmagerne forstod at udnytte, da de den 11. januar udbredte rygtet om, at Struensee ville gennemføre et egentligt kup. Struensee ville få kongen til at abdicere og i stedet indsætte sig selv som hersker med Caroline Mathilde som sin dronning.

### Anholdelsen af Struensee
Rygterne var falske, men de satte et skub i kupplanerne. Allerede 15. januar blev oberst Köller indkaldt til enkedronningen for at modtage ordrer. Struensee og dronningen var til maskebal ved hoffet og anede ikke uråd. 2. grenaderkompagni af det falsterske regiment havde fået udleveret skarpe patroner og stod opmarcheret ved slottet. Enkedronningen havde arrestordrer på Struensee og alle nøglepersonerne i hans styre, muligvis udfærdiget af Høegh-Guldberg. Ordrerne blev udleveret til Eickstedt og Köller, som videregav dem til deres underordnede. Ordrerne var ikke underskrevet af kongen, men kupmagerne havde ingen skrupler med at udføre dem.
Natten mellem den 16. og 17. januar 1772 gik enkedronningen, arveprinsen og Guldberg til kongens kammer og sikrede sig hans person, imens Köller gik til Struensees kammer med en gruppe soldater og arresterede ham. Ligeledes kom soldater til Brandt, dronningen og flere andre af Struensees højtstående embedsmænd, og de blev ført bort.

## Retssag og henrettelse

### Retssagen
Struensee og Brandt blev arresteret og hensat i fængselsceller i Kastellet. Dronningen blev kørt til Kronborg i Helsingør og sat i husarrest. De to arresterede grever fik i Kastellet en human behandling af kommandant Levin Ludvig von Hobe, der forhindrede personer med tvivlsomme hensigter i at komme dem nær. Da nyheden om Struensees fald spredtes, startede optøjer i København for at fejre det, der i samtiden blev kaldt for "Den store Udfejelsesfest". Det gik både ud over byens bordeller og det fornemme Gabels Kaffehus, som ifølge folkeviddet skulle have fungeret som et luksusbordel, men bare var Struensees forsøg på fremme handelen ved at oprette en dansk udgave af den engelske Lloyds of London, en fornem klub for handelsmænd.
Det var vigtigt for de nye magthavere at fremskaffe en legitim begrundelse for at arrestere den danske dronning, som var søster til den engelske konge George 3.. Det kunne kun ske, hvis forholdet mellem Struensee og dronningen kom frem i lyset og ville medføre en skilsmisse mellem den danske konge og dronningen.
Struensee blev forhørt 21. februar. Han svarede afvigende og endda ofte smilende på spørgsmålene. Indtil spørgsmål nr. 239 om han havde haft seksuel omgang med dronningen. Her skiftede hans tone pludselig til "klynkende", og protokollen anfører, at han tilstod. Historikeren Asser Amdisen fremlægger mistanke om, at tortur kan have været anvendt. Det bestyrkes ved, at Struensees håndskrift på tilståelsen fra den 25. februar er rystende og ligner hans håndskrift i en periode i 1770, da han havde brækket hånden efter et fald med hesten.
Struensees tilståelse, som blev vist til dronningen, fik også hende til at tilstå. Kort tid efter trak hun sin tilståelse tilbage.
Problemet for anklagerne var, at den danske kongelov ikke tog højde for en situation, hvor den enevældige konge var sindssyg og ude af stand til at regere. Forholdene med en egentlig magthaver, der misbrugte den viljeløse konges underskrift, havde eksisteret før Struensee kom til hoffet - blot med andre i rollen. Forskellen var, at Struensee var af borgerlig afstamning, og - udover dronningen - ikke havde støtte i kongefamilien. Der skulle derfor statueres et eksempel, og retssagen var blot en formalitet. Den kun 28-årige advokat Peter Uldall blev forsvarer for både Struensee og dronning Caroline Mathilde. Først indledtes skilsmissesagen, og den blev afsluttet 7. april 1772. Dagen efter blev dommen forelagt dronningen i hendes fængsel på Kronborg. Hun underskrev den, og udviste kun bekymring for Struensees skæbne. Dernæst fulgte inkvisitionsprocessen mod Struensee og Brandt. Allerede 25. april blev de dømt efter Danske Lovs 6. bog, 4. kapitel, 1. artikel som lyder:
| Citat | Hvo som laster Kongen eller Dronningen til Beskæmmelse, eller deres og deres Børns Liv eftertragter, have forbrudt Ære, Liv og Gods, den høire Haand af hannem levende afhugges, Kroppen parteres og lægges paa Steile og Hiul, og Hovedet med Haanden sættes paa en Stage[...] Er Misæderen af Adel, eller høiere Stand, da skal hans Vaaben af Bøddelen sønderbrydes, og alle hans Livsarvinger miste deres Stand og Stamme. | Citat |
|       | |       |

De blev officielt begge dømt for majestætsfornærmelse, Struensee officielt for at have tilsneget sig andel i kongens enevoldsmagt, – forholdet til dronningen måtte af hensyn til den diplomatiske situation med England ikke nævnes i selve dommen – og Brandt blev dømt for at have bidt kongen i fingeren i forsøget på at dæmpe denne under et af hans mange hysteriske anfald.

### Münters omvendelsesskrift
Præsterne Balthasar Münter og Jørgen Hee blev af inkvisitionsdomstolen beordret til at besøge fangerne for at få dem til at skrifte og bekende deres synder. De to præster var de selv samme, som i 1771 var idømt bøder for at have prædiket mod Struensees styre. Især Struensee var bekendt som tilhænger af deismen og hårdnakket kritiker af kirken. Alligevel udgav Münter nogen tid efter skriftet Forrige Greve og Kongelige Danske Geheime-Cabinetsminister J.F. Struensees Omvendelshistorie, som fortæller hvordan Struensee under de 38 samtaler han havde med Münter, angrende omvender sig fra materialistisk ateisme til kristendommen og fortryder alle sine handlinger.
Også Hee udgav Brandts omvendelseshistorie i skriftet Paalidelig Underretning om den henrettede Enevold Brandts Forhold og Tænkemåde i hans Fængsel (1772). Især Münters skrift blev meget populært i hele Europa, og blev brugt af modstanderne af oplysningstanken som bevis på, at hele dens grundlag var falsk.
Asser Amdisen hævder, at skriftet for størstedelen er en overdrivelse, hvis ikke ligefrem et falsum. Struensees angren stemmer ikke overens med afhøringsprotokollerne. Desuden er de breve, som Münter fremlægger som bevis for Struensees omvendelse, ikke at finde andre steder end i hans bog. Spørgsmålet er, om ikke omvendelseshistorien blot er en del af en fastlagt tradition i tiden vedrørende dødsdømte forbrydere og deres skæbne.
Professor i teologi Jens Glebe-Møller er i sin bog Struensees vej til skafottet (2007) enig i, at Münters skrift er falsk. Han fremhæver, at især de første 31 sider i bogen, som skal forestille at være Struensees egenhændigt skrevne omvendelseshistorie, er så ulig Struensees sprog og skrivemåde, at de højst sandsynlig er en forfalskning.

### Henrettelsen
Dommen diskuteredes i Statsrådet, hvor flere argumenterede for en formildelse af straffen, men det blev ikke godtaget af det nye regerende parti. Da Christian 7. skulle underskrive dødsdomme, prøvede J.O. Schack-Rathlou at overtale ham til en formildelse, men kongen holdt på, at når dommen var afsagt i overensstemmelse med lovene, så skulle den også gennemføres. Dommene over Struensee og Brandt eksekveredes ved halshugning om morgenen den 28. april på Østerfælled – i udkanten af nutidens Fælledpark. Juliane Marie opholdt sig på Frederiksberg Slot og kunne se hoben. Kongen derimod var blevet ført til Amager, mens henrettelsen foregik.
I hver sin karet blev Struensee og Brandt kørt derud i jern og lænker. Først blev Brandt ført frem, afklædt lænkerne og derefter alt sit tøj med ca. 30.000 fremmødte tilskuere af Københavns 70.000 indbyggere. Hans højre hånd blev hugget af. Han råbte "Jesu blod råber på min sjæl!", før også hovedet blev hugget af. Så var det Struensees tur. Efter at han havde fået sin højre hånd hugget af, vred han sig så meget, at skarpretteren, Gottschalk Mühlhausen, ikke ramte ordentligt i næste hug, og der skulle yderligere to hug til, før Struensees hoved var helt skilt fra kroppen. Bøddelen fremviste derefter hovedet til en usædvanlig tavs folkemængde. 100 år senere overtog Danmarks sidste aktive skarpretter, Theodor Seistrup, Mühlhausens økse, og påstod så sent som i 1880'erne, at den bar mærke efter Mühlhausens fejlslag under henrettelsen af Struensee.
Det var tydeligt, at de nye magthavere havde brug for at statuere et eksempel, men med udførelsen af den gammeldags partering var straffen voldsom. Jacob Gude (1754-1810), som selv overværede henrettelsen, skriver i sine erindringer:
| Citat | Under Henrettelserne stod jeg tæt ved, hvor Holmens Magt [matroserne] var opstillet. Et ungt Menneske af disse sagde, da Struensees Hoved var afhugget: "Nu er det nok! Det andet (han mente Parteringen) kunde de gerne lade være." Hvor menneskeligen tænker ikke ofte den ringeste Almue!" | Citat |
|       | |       |

De parterede lig blev lagt på hjul og stejle på Vesterfælled. Her hang de i nogle år, til kun knoglerne var tilbage. Ingen ved, hvor de derefter blev begravet, men nogen havde kravlet op på en stige og trukket en fortand ud af munden på Struensee. I 1895 fandt man ved en udgravning på Enghavevej to skeletter med de løse kranier placeret mellem benene, og da det ene hoved manglede en fortand, antog man, at det kunne dreje sig om netop Struensee og Brandt. De blev så begravet på Vestre Kirkegård. I 1920'erne blev kisterne anbragt i gravkapellet under Sankt Petri Kirke i København.Ifølge Sankt Petri Kirke er de ikke i gravkapellet, men begravet i jorden. Det er aldrig blevet undersøgt, om det virkelig er Struensee og Brandts rester.

## Reformernes senere skæbne
De nye magthavere søgte tilbage til velkendte rets- og privilegietilstande efter de eksperimenterende reformer, Struensee havde indført. Det første de gjorde var at genoprette livgarden til fods og livgarden til hest, som havde vist sig så nyttige for deres formål under Juleaftensfejden. Derefter nedsatte de en kommission bestående af Otto Thott, Joachim Otto Schack-Rathlou og Jørgen Erik Skeel – (og senere også Andreas Peter Bernstorff og Joachim Godske Moltke) til at gennemgå alle Struensees kabinetsordrer for at bestemme, hvilke der skulle ændres, og hvilke der skulle beholdes.
Resultatet var betænkningen af 17. februar 1773, og den var meget blandet.. Det var vigtigt for de nye magthavere at få tilpasset administrationens (kollegiernes og kancelliets) sammensætning til det nye statsrådsstyre. Det betød, at mange af Struensees reformer blev ændret, men ikke nødvendigvis ført tilbage til det gamle. Det vigtigste var, at Gehejmestatsrådet fik sin førerposition tilbage. Men kun kortvarigt, for i løbet af 1770'erne genopstod den kabinetsstyrelse, som Struensee havde anvendt, men nu blot med Ove Høegh-Guldberg, enkedronningen og arveprinsen som ledere.
Dernæst kom i den generelle lovgivning en del ændringer, som uden tvivl kan betegnes som en reaktion: genindførelse af torturen ved politiafhøringer, genindførelse af straf for "lejermål" (samleje uden for ægteskabet), genoprettelse af Københavns administration under de 32 mænd, genansættelse af alle de fyrede embedsmænd, genoprettelse af retten til at få familiemedlemmer sat i tugthuset, hvis de "førte et dårligt liv", og fjernelse af barnekassen ved fødselsstiftelsen. Men mange af Struensees andre reformer forblev urørte. Det drejede sig især om administrative reformer og reformerne omkring de forskellige sygehus- og fattighusstiftelser. Det er udtryk for tidens humanitetsånd. Det var ikke kun radikale reformatorer som Struensee, der ville beskytte den svage.
Men Høegh-Guldberg-periodens love viser en åbenbar reaktion på landboreformerne og trykkefriheden. Struensee kom ikke stort videre end til at fastsætte hoveriet på landboområdet, men det var tydeligt, at han havde planer. De blev udført efter Guldbergs fald i 1784. Og selv om trykkefrihedsreskripterne af 1770 og 1771 ikke blev annulleret, blev trykkefriheden alligevel væsentligt indskrænket igen, idet politimyndighederne ved reskript af 20. oktober 1773 fik udvidede beføjelser, og der blev fastsat højere straffe for overtrædelser. Det er værd at bemærke, at censuren (godkendelse af bøger før de blev trykt), som den fandtes før Struensee, ikke blev genindført. I stedet virkede en straffelovgivning, der greb ind efter bøgernes trykning.

## Eftertidens opfattelse af Struensee
I lang tid var Struensee og Brandt arketyperne på kronranere og forrædere, og det var især den populære opfattelse af Struensee.
Asser Amdisen har i sit værk Til nytte og fornøjelse – Johan Friedrich Struensee 1737-1772 fra 2002 opregnet de to opfattelser af Struensee, som har været fremherskende i historieforskningen. Den første er at anse Struensee som en "overfladisk lykkejæger", der kun fulgte oplysningstankerne som en modedille uden egentlig forståelse af dem. Årsagerne til hans fald var manglende forståelse af statsadministrationen og befolkning, men også af de ideer han prøvede at gennemføre.
Den anden retning opfatter Struensee som "en tragisk helteskikkelse", der modigt prøvede at indføre fremadskuende og moderne tanker i Danmark, men blev overvundet af en stærkt konservativ og reaktionær dansk magtelite. Den svenske forfatter Per Olov Enquists roman om Struensee Livlægens besøg fra 1999 har slået rod også i Danmark.
Asser Amdisen konkluderer, at Struensee var lidt af begge dele. Vi kan kun vurdere Struensee og hans handlinger ved at betragte ham som et helt menneske – med både fejltagelserne og succeserne.
Struensees historie er blevet fortalt flere gange i skuespil, ballet og på film. Bl.a. den engelsk/tyske film The Dictator (1935), instrueret af Victor Saville med Clive Brook i rollen som Struensee, og den tyske Herrscher ohne Krone (1953, på dansk med titlen Struensee – Herskeren uden krone), instrueret af Harald Braun med Otto Wilhelm Fischer i titelrollen.. De tager sig begge betydelige kunstneriske friheder i forbindelse med handlingen.
Den danske filminstruktør Erik Balling skrev et manuskript over begivenhederne ved hoffet under Struensees styre, den blev dog aldrig filmatiseret. Balling kaldte den selv for sin "bedste ikke-producerede film". Manuskriptet til filmen blev udgivet som bog i 1997.
Filmen Caroline - den sidste rejse med dronning Caroline Mathilde som hovedperson skrevet af skuespilleren Christine Hermansen, produceret af Lars Valentin og instrueret af Henrik Kolind havde premiere i 2010. Den skildrer hendes forhold til Struensee, men handlingen er omplantet til moderne tid.
Den 29. marts 2012 fik den danske film En kongelig affære instrueret af Nikolaj Arcel premiere. Den handler også om dronningens forhold til Struensee og har Mads Mikkelsen i rollen som Struensee og den svenske skuespillerinde Alicia Vikander i rollen som Caroline Mathilde.

## Kunstneriske gengivelser

### Billedkunst
- 1873 : Scene fra Christian VII's hof – historiemaleri fra 1873 af den danske kunstmaler Kristian Zahrtmann, i dag på den Hirschsprungske Samling.

### Film
- 1923 : Die Liebe einer Königin – tysk stumfilm instrueret af Ludwig Wolff, hvor rollen som Struensee spilles af den tyske skuespiller Harry Liedtke.[63]
- 1935 : The Dictator – britisk spillefilm instrueret af Victor Saville, hvor rollen som Struensee spilles af den engelske skuespiller Clive Brook.[64]
- 1957 : Herrscher ohne Krone – vesttysk spillefilm instrueret af Harald Braun, hvor rollen som Struensee spilles af den østrigske skuespiller O.W. Fischer.[65] Filmen bygger på Robert Neumanns roman Der Favorit der Königin fra 1935.
- 2010 : Caroline - den sidste rejse – dansk spillefilm med dronning Caroline Mathilde som hovedperson er skrevet af skuespilleren Christine Hermansen, produceret af Lars Valentin og instrueret af Henrik Kolind. Den skildrer hendes forhold til Struensee, men handlingen er omplantet til moderne tid.[66]
- 2012 : En kongelig affære – dansk Oscar-nomineret spillefilm instrueret af Nikolaj Arcel. Rollen som Struensee spilles af Mads Mikkelsen, rollen som Caroline Mathilde spilles af den svenske skuespillerinde Alicia Vikander og rollen som Christian 7. spilles af Mikkel Boe Følsgaard.[67][68] Filmen bygger løseligt på Bodil Steensen-Leths roman "Prinsesse af blodet" (2000).

## Anetavle
| \| \| \| \| \| \| \| \| \| \| \| \| \| \| \| \| \| \| \| \| 8. Christian Struensee \| \| \| \| \| \| \| \| \| \| \| \| \| \| \| \| \| \| \| \| \| \| \| \| \| \| \| \| \| \| \| \| \| \| \| \| \| \| \| \| \| \| \| \| \| \| \| \| \| \| \| \| \| \| 4. Lorenz Struensee \| \| \| \| \| \| \| \| \| \| \| \| \| \| \| \| \| \| \| \| \| \| \| \| \| \| \| \| \| \| \| \| \| \| \| \| \| \| \| \| \| \| \| \| \| \| \| \| \| \| \| \| \| \| 18. Lorenz Schäffer \| \| \| \| \| \| \| \| \| \| \| \| \| \| \| \| \| \| \| \| \| \| \| \| \| \| \| \| \| \| \| \| \| \| \| \| \| \| \| \| \| \| \| \| \| \| \| \| \| \| \| \| \| \| 9. Katharina Schäffer \| \| \| \| \| \| \| \| \| \| \| \| \| \| \| \| \| \| \| \| \| \| \| \| \| \| \| \| \| \| \| \| \| \| \| \| \| \| \| \| \| \| \| \| \| \| \| \| \| \| \| \| \| \| 19. Anna Geistorf (datter af Samuel Geistorf, pastor i Wansdorf) \| \| \| \| \| \| \| \| \| \| \| \| \| \| \| \| \| \| \| \| \| \| \| \| \| \| \| \| \| \| \| \| \| \| \| \| \| \| \| \| \| \| \| \| \| \| \| \| \| \| \| \| \| \| 2. Adam Struensee \| \| \| \| \| \| \| \| \| \| \| \| \| \| \| \| \| \| \| \| \| \| \| \| \| \| \| \| \| \| \| \| \| \| \| \| \| \| \| \| \| \| \| \| \| \| \| \| \| \| \| \| \| \| 20. Heinrich Thomschläger (tillige tiptiptiptiptipoldefar til Otto von Bismarck) \| \| \| \| \| \| \| \| \| \| \| \| \| \| \| \| \| \| \| \| \| \| \| \| \| \| \| \| \| \| \| \| \| \| \| \| \| \| \| \| \| \| \| \| \| \| \| \| \| \| \| \| \| \| 10. Abraham Thomschläger \| \| \| \| \| \| \| \| \| \| \| \| \| \| \| \| \| \| \| \| \| \| \| \| \| \| \| \| \| \| \| \| \| \| \| \| \| \| \| \| \| \| \| \| \| \| \| \| \| \| \| \| \| \| 21. Anna Maria Metzmacher (datter af Abraham Metzmacher og Elisabeth Stenger) \| \| \| \| \| \| \| \| \| \| \| \| \| \| \| \| \| \| \| \| \| \| \| \| \| \| \| \| \| \| \| \| \| \| \| \| \| \| \| \| \| \| \| \| \| \| \| \| \| \| \| \| \| \| 5. Elisabeth Thomschläger \| \| \| \| \| \| \| \| \| \| \| \| \| \| \| \| \| \| \| \| \| \| \| \| \| \| \| \| \| \| \| \| \| \| \| \| \| \| \| \| \| \| \| \| \| \| \| \| \| \| \| \| \| \| 11. Elisabeth Witte \| \| \| \| \| \| \| \| \| \| \| \| \| \| \| \| \| \| \| \| \| \| \| \| \| \| \| \| \| \| \| \| \| \| \| \| \| \| \| \| \| \| \| \| \| \| \| \| \| \| \| \| \| \| 1. Johann Friedrich Struensee \| \| \| \| \| \| \| \| \| \| \| \| \| \| \| \| \| \| \| \| \| \| \| \| \| \| \| \| \| \| \| \| \| \| \| \| \| \| \| \| \| \| \| \| \| \| \| \| \| \| \| \| \| \| 24. Thomas Carl (eller Kerl) \| \| \| \| \| \| \| \| \| \| \| \| \| \| \| \| \| \| \| \| \| \| \| \| \| \| \| \| \| \| \| \| \| \| \| \| \| \| \| \| \| \| \| \| \| \| \| \| \| \| \| \| \| \| 12. Johann Ernst Carl \| \| \| \| \| \| \| \| \| \| \| \| \| \| \| \| \| \| \| \| \| \| \| \| \| \| \| \| \| \| \| \| \| \| \| \| \| \| \| \| \| \| \| \| \| \| \| \| \| \| \| \| \| \| 25. Cathrin Kogeln \| \| \| \| \| \| \| \| \| \| \| \| \| \| \| \| \| \| \| \| \| \| \| \| \| \| \| \| \| \| \| \| \| \| \| \| \| \| \| \| \| \| \| \| \| \| \| \| \| \| \| \| \| \| 6. Johann Samuel Carl \| \| \| \| \| \| \| \| \| \| \| \| \| \| \| \| \| \| \| \| \| \| \| \| \| \| \| \| \| \| \| \| \| \| \| \| \| \| \| \| \| \| \| \| \| \| \| \| \| \| \| \| \| \| 26. Johann Conrad Rapp \| \| \| \| \| \| \| \| \| \| \| \| \| \| \| \| \| \| \| \| \| \| \| \| \| \| \| \| \| \| \| \| \| \| \| \| \| \| \| \| \| \| \| \| \| \| \| \| \| \| \| \| \| \| 13. Anna Maria Rapp \| \| \| \| \| \| \| \| \| \| \| \| \| \| \| \| \| \| \| \| \| \| \| \| \| \| \| \| \| \| \| \| \| \| \| \| \| \| \| \| \| \| \| \| \| \| \| \| \| \| \| \| \| \| 27. Anna Maria Höninger (datter af Michael Höninger (Henniger) og Magdalena Schuster) \| \| \| \| \| \| \| \| \| \| \| \| \| \| \| \| \| \| \| \| \| \| \| \| \| \| \| \| \| \| \| \| \| \| \| \| \| \| \| \| \| \| \| \| \| \| \| \| \| \| \| \| \| \| 3. Marie Dorothea Carl \| \| \| \| \| \| \| \| \| \| \| \| \| \| \| \| \| \| \| \| \| \| \| \| \| \| \| \| \| \| \| \| \| \| \| \| \| \| \| \| \| \| \| \| \| \| \| \| \| \| \| \| \| \| 14. Christian Scheller \| \| \| \| \| \| \| \| \| \| \| \| \| \| \| \| \| \| \| \| \| \| \| \| \| \| \| \| \| \| \| \| \| \| \| \| \| \| \| \| \| \| \| \| \| \| \| \| \| \| \| \| \| \| 7. Rosina Dorothea Scheller \| \| \| \| \| \| \| \| \| \| \| \| \| \| \| \| \| \| \| \| \| \| \| \| \| \| \| \| \| \| \| \| \| \| \| \| \| \| \| \| \| \| \| \| \| \| \| \| \| \| \| \| |                                                                                       |  |  |  |  |  |  |  |  |  |  |  |  |  |  |  |
| |                                                                                       |  |  |  |  |  |  |  |  |  |  |  |  |  |  |  |
| | 8. Christian Struensee                                                                |  |  |  |  |  |  |  |  |  |  |  |  |  |  |  |
| |                                                                                       |  |  |  |  |  |  |  |  |  |  |  |  |  |  |  |
| |                                                                                       |  |  |  |  |  |  |  |  |  |  |  |  |  |  |  |
| | 4. Lorenz Struensee                                                                   |  |  |  |  |  |  |  |  |  |  |  |  |  |  |  |
| |                                                                                       |  |  |  |  |  |  |  |  |  |  |  |  |  |  |  |
| |                                                                                       |  |  |  |  |  |  |  |  |  |  |  |  |  |  |  |
| | 18. Lorenz Schäffer                                                                   |  |  |  |  |  |  |  |  |  |  |  |  |  |  |  |
| |                                                                                       |  |  |  |  |  |  |  |  |  |  |  |  |  |  |  |
| |                                                                                       |  |  |  |  |  |  |  |  |  |  |  |  |  |  |  |
| | 9. Katharina Schäffer                                                                 |  |  |  |  |  |  |  |  |  |  |  |  |  |  |  |
| |                                                                                       |  |  |  |  |  |  |  |  |  |  |  |  |  |  |  |
| |                                                                                       |  |  |  |  |  |  |  |  |  |  |  |  |  |  |  |
| | 19. Anna Geistorf (datter af Samuel Geistorf, pastor i Wansdorf)                      |  |  |  |  |  |  |  |  |  |  |  |  |  |  |  |
| |                                                                                       |  |  |  |  |  |  |  |  |  |  |  |  |  |  |  |
| |                                                                                       |  |  |  |  |  |  |  |  |  |  |  |  |  |  |  |
| | 2. Adam Struensee                                                                     |  |  |  |  |  |  |  |  |  |  |  |  |  |  |  |
| |                                                                                       |  |  |  |  |  |  |  |  |  |  |  |  |  |  |  |
| |                                                                                       |  |  |  |  |  |  |  |  |  |  |  |  |  |  |  |
| | 20. Heinrich Thomschläger (tillige tiptiptiptiptipoldefar til Otto von Bismarck)      |  |  |  |  |  |  |  |  |  |  |  |  |  |  |  |
| |                                                                                       |  |  |  |  |  |  |  |  |  |  |  |  |  |  |  |
| |                                                                                       |  |  |  |  |  |  |  |  |  |  |  |  |  |  |  |
| | 10. Abraham Thomschläger                                                              |  |  |  |  |  |  |  |  |  |  |  |  |  |  |  |
| |                                                                                       |  |  |  |  |  |  |  |  |  |  |  |  |  |  |  |
| |                                                                                       |  |  |  |  |  |  |  |  |  |  |  |  |  |  |  |
| | 21. Anna Maria Metzmacher (datter af Abraham Metzmacher og Elisabeth Stenger)         |  |  |  |  |  |  |  |  |  |  |  |  |  |  |  |
| |                                                                                       |  |  |  |  |  |  |  |  |  |  |  |  |  |  |  |
| |                                                                                       |  |  |  |  |  |  |  |  |  |  |  |  |  |  |  |
| | 5. Elisabeth Thomschläger                                                             |  |  |  |  |  |  |  |  |  |  |  |  |  |  |  |
| |                                                                                       |  |  |  |  |  |  |  |  |  |  |  |  |  |  |  |
| |                                                                                       |  |  |  |  |  |  |  |  |  |  |  |  |  |  |  |
| | 11. Elisabeth Witte                                                                   |  |  |  |  |  |  |  |  |  |  |  |  |  |  |  |
| |                                                                                       |  |  |  |  |  |  |  |  |  |  |  |  |  |  |  |
| |                                                                                       |  |  |  |  |  |  |  |  |  |  |  |  |  |  |  |
| | 1. Johann Friedrich Struensee                                                         |  |  |  |  |  |  |  |  |  |  |  |  |  |  |  |
| |                                                                                       |  |  |  |  |  |  |  |  |  |  |  |  |  |  |  |
| |                                                                                       |  |  |  |  |  |  |  |  |  |  |  |  |  |  |  |
| | 24. Thomas Carl (eller Kerl)                                                          |  |  |  |  |  |  |  |  |  |  |  |  |  |  |  |
| |                                                                                       |  |  |  |  |  |  |  |  |  |  |  |  |  |  |  |
| |                                                                                       |  |  |  |  |  |  |  |  |  |  |  |  |  |  |  |
| | 12. Johann Ernst Carl                                                                 |  |  |  |  |  |  |  |  |  |  |  |  |  |  |  |
| |                                                                                       |  |  |  |  |  |  |  |  |  |  |  |  |  |  |  |
| |                                                                                       |  |  |  |  |  |  |  |  |  |  |  |  |  |  |  |
| | 25. Cathrin Kogeln                                                                    |  |  |  |  |  |  |  |  |  |  |  |  |  |  |  |
| |                                                                                       |  |  |  |  |  |  |  |  |  |  |  |  |  |  |  |
| |                                                                                       |  |  |  |  |  |  |  |  |  |  |  |  |  |  |  |
| | 6. Johann Samuel Carl                                                                 |  |  |  |  |  |  |  |  |  |  |  |  |  |  |  |
| |                                                                                       |  |  |  |  |  |  |  |  |  |  |  |  |  |  |  |
| |                                                                                       |  |  |  |  |  |  |  |  |  |  |  |  |  |  |  |
| | 26. Johann Conrad Rapp                                                                |  |  |  |  |  |  |  |  |  |  |  |  |  |  |  |
| |                                                                                       |  |  |  |  |  |  |  |  |  |  |  |  |  |  |  |
| |                                                                                       |  |  |  |  |  |  |  |  |  |  |  |  |  |  |  |
| | 13. Anna Maria Rapp                                                                   |  |  |  |  |  |  |  |  |  |  |  |  |  |  |  |
| |                                                                                       |  |  |  |  |  |  |  |  |  |  |  |  |  |  |  |
| |                                                                                       |  |  |  |  |  |  |  |  |  |  |  |  |  |  |  |
| | 27. Anna Maria Höninger (datter af Michael Höninger (Henniger) og Magdalena Schuster) |  |  |  |  |  |  |  |  |  |  |  |  |  |  |  |
| |                                                                                       |  |  |  |  |  |  |  |  |  |  |  |  |  |  |  |
| |                                                                                       |  |  |  |  |  |  |  |  |  |  |  |  |  |  |  |
| | 3. Marie Dorothea Carl                                                                |  |  |  |  |  |  |  |  |  |  |  |  |  |  |  |
| |                                                                                       |  |  |  |  |  |  |  |  |  |  |  |  |  |  |  |
| |                                                                                       |  |  |  |  |  |  |  |  |  |  |  |  |  |  |  |
| | 14. Christian Scheller                                                                |  |  |  |  |  |  |  |  |  |  |  |  |  |  |  |
| |                                                                                       |  |  |  |  |  |  |  |  |  |  |  |  |  |  |  |
| |                                                                                       |  |  |  |  |  |  |  |  |  |  |  |  |  |  |  |
| | 7. Rosina Dorothea Scheller                                                           |  |  |  |  |  |  |  |  |  |  |  |  |  |  |  |
| |                                                                                       |  |  |  |  |  |  |  |  |  |  |  |  |  |  |  |
| |                                                                                       |  |  |  |  |  |  |  |  |  |  |  |  |  |  |  |

### Sekundærlitteratur
- Ahnfelt, Arvid (1883). Från Europas hof, dess furstehus och aristokrati: skildringar hemtade i nya specialverk samt svenska och utländska arkiv (svensk). Vol. 1. Stockholm: Oscar L. Lamms förlag. s. 3-103.
- Amdisen, Asser (2002). Til nytte og fornøjelse : Johann Friedrich Struensee (1737-1772). København: Akademisk Forlag. ISBN 87-5-003730-7.
- Barz, Paul (1986). Doktor Struensee : en rebel blandt hofsnoge [Doktor Struensee : Rebell von oben]. Oversat af Ib Christiansen. Bogan. ISBN 87-7466-083-7.
- Bregnsbo, Michael (2007). Caroline Mathilde: magt og skæbne: en biografi (1. udgave). København: Aschehoug. ISBN 978-87-11-11856-6.
- Feldbæk, Ole (1990). "Den lange fred".  I Olsen, Olaf (red.). Gyldendal og Politikens Danmarkshistorie. Vol. 9: 1700-1800. København: Gyldendal og Politikens Forlag. ISBN 87-89068-11-4.
- Jens Glebe-Møller, Struensees vej til skafottet – fornuft og åbenbaring i Oplysningstiden af , Museum Tusculanums Forlag 2007. ISBN 978-87-635-0513-0 – Denne bog indeholder desuden en dansk oversættelse af den artikel, Lovtale over hundene og album graecum, som Struensee i 1763 blev dømt for at have udgivet i sit tidsskrift Zum Nutzen und Vernügen.
- Harald Langberg, Dødens Teater – Revolutionen 1772, Gyldendal, 1971.
- Svend Cedergreen Bech, Struensee og hans tid, Politikens Forlag 1972. ISBN 87-567-1581-1
- Ulrik Langen, Den Afmægtige – en biografi om Christian 7., Jyllands-Postens Forlag, 2008. ISBN 978-87-7692-093-7.
- Edvard Holm, Danmark-Norges Historie fra den store nordiske Krigs Slutning til Rigernes Adskillelse, bind IV, G.E.C. Gad, 1902.
- Edvard Holm, Nogle Hovedtræk af Trykkefrihedstidens Historie 1770-73, 1885. Genoptrykt 1975 af Kildeskriftselskabet. ISBN 87-7500-858-0.

### Trykte primærkilder
- "Breve og diplomatiske Actstykker til Kong Christian den Syvendes Historie. 1766—1772". Historisk Tidsskrift. Den danske historiske Forening. 5. Bind (2. række): s. 301-325. 1854.
- Holger Hansen (red.), Kabinetsstyrelsen i Danmark 1768-1772 : Aktstykker og Oplysninger, bind 1-3, Rigsarkivet, 1916-23. Kildeudgivelse af alle Struensees eksisterende kabinetsordrer samt dokumenter i relation til disse.
- Holger Hansen (red.), Inkvisitionskommissionen af 20. Januar 1772 : udvalg af dens papirer og brevsamlinger til oplysning om Struensee og hans medarbejdere, bind 1-5, Selskabet for Udgivelse af Kilder til Dansk Historie, 1927-41. Kildeudgivelse af dokumenterne i retssagen mod Struensee.